# Jeseník nad Odrou
Jeseník nad Odrou (niem. Deutsch Jaßnik) – gmina w Czechach, w powiecie Nowy Jiczyn, w kraju morawsko-śląskim. Według danych z dnia 1 stycznia 2012 liczyła 1892 mieszkańców.
Składa się z pięciu części:
- Jeseník nad Odrou
- Blahutovice
- Hrabětice
- Hůrka
- Polouvsí

Gmina jest miejscem, w którym planuje się wybudowanie eksperymentalnej elektrowni jądrowej. Projekt ten nosi nazwę Allegro.
W miejscowości jest przystanek kolejowy Jeseník nad Odrou.